# Babice (Polonia)
Babice è un comune rurale polacco del distretto di Chrzanów, nel voivodato della Piccola Polonia.
Ricopre una superficie di 54,47 km² e nel 2004 contava 8 711 abitanti.

## Storia
Babice è stata la sede di uno dei 45 sottocampi del campo di concentramento di Auschwitz.